# Bezzia numidiana
Bezzia numidiana är en tvåvingeart som beskrevs av Clastrier 1962. Bezzia numidiana ingår i släktet Bezzia och familjen svidknott. Inga underarter finns listade i Catalogue of Life.